# Interlands Hongaars voetbalelftal 1960-1969
Deze pagina toont een chronologisch en gedetailleerd overzicht van de interlands die het Hongaars voetbalelftal heeft gespeeld in de periode 1960 – 1969.

## Interlands

### 1960
|                                                                     |                         |       |          |                                                                                    |
| 22 mei Vriendschappelijk № 368 «onderlinge duels» 17:30 uur (UTC+1) | Hongarije               | 2 – 0 | Engeland | Népstadion, Boedapest Toeschouwers: 90.000 Scheidsrechter: Concetto Lo Bello (ITA) |
| 22 mei Vriendschappelijk № 368 «onderlinge duels» 17:30 uur (UTC+1) | Flórián Albert 51', 76' |       |          | Népstadion, Boedapest Toeschouwers: 90.000 Scheidsrechter: Concetto Lo Bello (ITA) |

|                                                                     |                                                    |       |                                                       |                                                                               |
| 5 juni Vriendschappelijk № 369 «onderlinge duels» 17:30 uur (UTC+1) | Hongarije                                          | 3 – 3 | Schotland                                             | Népstadion, Boedapest Toeschouwers: 85.000 Scheidsrechter: Arthur Ellis (ENG) |
| 5 juni Vriendschappelijk № 369 «onderlinge duels» 17:30 uur (UTC+1) | Károly Sándor 19' János Göröcs 71' Lajos Tichy 92' |       | 34' Willie Hunter 62' George Herd 66' Alexander Young | Népstadion, Boedapest Toeschouwers: 85.000 Scheidsrechter: Arthur Ellis (ENG) |

|                                                                        |                  |       |                  |                                                                                    |
| 9 oktober Vriendschappelijk № 370 «onderlinge duels» 15:00 uur (UTC+1) | Hongarije        | 1 – 1 | Joegoslavië      | Népstadion, Boedapest Toeschouwers: 70.000 Scheidsrechter: Friedrich Seipelt (AUT) |
| 9 oktober Vriendschappelijk № 370 «onderlinge duels» 15:00 uur (UTC+1) | János Göröcs 10' |       | 70' Boris Kostić | Népstadion, Boedapest Toeschouwers: 70.000 Scheidsrechter: Friedrich Seipelt (AUT) |

|                                                                         |                                     |       |                 |                                                                                    |
| 30 oktober Vriendschappelijk № 371 «onderlinge duels» 15:00 uur (UTC+1) | België                              | 2 – 1 | Hongarije       | Heizelstadion, Brussel Toeschouwers: 27.722 Scheidsrechter: Kurt Tschenscher (FRG) |
| 30 oktober Vriendschappelijk № 371 «onderlinge duels» 15:00 uur (UTC+1) | Paul Van Himst 10' Pierre Hanon 23' |       | 29' Lajos Tichy | Heizelstadion, Brussel Toeschouwers: 27.722 Scheidsrechter: Kurt Tschenscher (FRG) |

|                                                                          |                                                               |       |                 |                                                                                  |
| 13 november Vriendschappelijk № 372 «onderlinge duels» 14:00 uur (UTC+1) | Hongarije                                                     | 4 – 1 | Polen           | Népstadion, Boedapest Toeschouwers: 40.000 Scheidsrechter: Werner Bergmann (DDR) |
| 13 november Vriendschappelijk № 372 «onderlinge duels» 14:00 uur (UTC+1) | Tivadar Monostori 20', 38' János Göröcs 65' Károly Sándor 70' |       | 50' Ernest Pohl | Népstadion, Boedapest Toeschouwers: 40.000 Scheidsrechter: Werner Bergmann (DDR) |

|                                                                          |                                    |       |            |                                                                               |
| 20 november Vriendschappelijk № 373 «onderlinge duels» 13:30 uur (UTC+1) | Hongarije                          | 2 – 0 | Oostenrijk | Népstadion, Boedapest Toeschouwers: 70.000 Scheidsrechter: Joop Martens (NED) |
| 20 november Vriendschappelijk № 373 «onderlinge duels» 13:30 uur (UTC+1) | János Göröcs 75' Ferenc Machos 90' |       |            | Népstadion, Boedapest Toeschouwers: 70.000 Scheidsrechter: Joop Martens (NED) |

### 1961
|                                                                          |                               |       |                                   |                                                                             |
| 17 februari Vriendschappelijk № 374 «onderlinge duels» 15:00 uur (UTC+2) | Verenigde Arabische Republiek | 0 – 2 | Hongarije 70', 72' Flórián Albert | Cairostadion, Caïro Toeschouwers: 50.000 Scheidsrechter: Cesare Jonni (ITA) |
| 17 februari Vriendschappelijk № 374 «onderlinge duels» 15:00 uur (UTC+2) |                               |       |                                   | Cairostadion, Caïro Toeschouwers: 50.000 Scheidsrechter: Cesare Jonni (ITA) |

|                                                                          |                                     |       |     |                                                                               |
| 16 april WK 1962 kwalificatie № 375 «onderlinge duels» 16:30 uur (UTC+1) | Hongarije                           | 2 – 0 | DDR | Megyeri út, Boedapest Toeschouwers: 26.590 Scheidsrechter: Yordan Takov (BUL) |
| 16 april WK 1962 kwalificatie № 375 «onderlinge duels» 16:30 uur (UTC+1) | Flórián Albert 12' János Göröcs 52' |       |     | Megyeri út, Boedapest Toeschouwers: 26.590 Scheidsrechter: Yordan Takov (BUL) |

|                                                                          |           |                                                     |           |                                                                              |
| 30 april WK 1962 kwalificatie № 376 «onderlinge duels» 14:30 uur (UTC+1) | Nederland | 0 – 3                                               | Hongarije | De Kuip, Rotterdam Toeschouwers: 63.900 Scheidsrechter: Cliff Kingston (WAL) |
| 30 april WK 1962 kwalificatie № 376 «onderlinge duels» 14:30 uur (UTC+1) |           | 23' Károly Sándor 24' Máté Fenyvesi 37' Lajos Tichy |           | De Kuip, Rotterdam Toeschouwers: 63.900 Scheidsrechter: Cliff Kingston (WAL) |

|                                                                    |                                   |       |                                                                |                                                                                |
| 7 mei Vriendschappelijk № 377 «onderlinge duels» 15:30 uur (UTC+1) | Joegoslavië                       | 2 – 4 | Hongarije                                                      | JNA Stadion, Belgrado Toeschouwers: 50.000 Scheidsrechter: Iginio Rigato (ITA) |
| 7 mei Vriendschappelijk № 377 «onderlinge duels» 15:30 uur (UTC+1) | Boris Kostić 16' Željko Matuš 79' |       | 5' Flórián Albert 13' (e.d.) Branko Zebec 55', 81' Lajos Tichy | JNA Stadion, Belgrado Toeschouwers: 50.000 Scheidsrechter: Iginio Rigato (ITA) |

|                                                                     |                                             |       |                                    |                                                                               |
| 28 mei Vriendschappelijk № 378 «onderlinge duels» 17:00 uur (UTC+1) | Hongarije                                   | 3 – 2 | Wales                              | Népstadion, Boedapest Toeschouwers: 40.000 Scheidsrechter: Cesare Jonni (ITA) |
| 28 mei Vriendschappelijk № 378 «onderlinge duels» 17:00 uur (UTC+1) | Ernő Solymosi 1' Lajos Tichy 7', 88' (pen.) |       | 18' Cliff Jones 60' Ivor Allchurch | Népstadion, Boedapest Toeschouwers: 40.000 Scheidsrechter: Cesare Jonni (ITA) |

|                                                                     |                  |       |                                     |                                                                                   |
| 27 mei Vriendschappelijk № 379 «onderlinge duels» 16:30 uur (UTC+1) | Hongarije        | 1 – 2 | Oostenrijk                          | Népstadion, Boedapest Toeschouwers: 80.000 Scheidsrechter: Gottfried Dienst (SUI) |
| 27 mei Vriendschappelijk № 379 «onderlinge duels» 16:30 uur (UTC+1) | János Göröcs 44' |       | 15' Fritz Rafreider 54' Horst Nemec | Népstadion, Boedapest Toeschouwers: 80.000 Scheidsrechter: Gottfried Dienst (SUI) |

|                                                                              |                                  |       |                                                     |                                                                                                |
| 10 september WK 1962 kwalificatie № 380 «onderlinge duels» 16:00 uur (UTC+1) | DDR                              | 2 – 3 | Hongarije                                           | Walter-Ulbricht-Stadion, Oost-Berlijn Toeschouwers: 25.000 Scheidsrechter: Ivan Lukyanov (URS) |
| 10 september WK 1962 kwalificatie № 380 «onderlinge duels» 16:00 uur (UTC+1) | Dieter Erler 53' Peter Ducke 87' |       | 43' Ernő Solymosi 75' Károly Sándor 78' Lajos Tichy | Walter-Ulbricht-Stadion, Oost-Berlijn Toeschouwers: 25.000 Scheidsrechter: Ivan Lukyanov (URS) |

|                                                                        |                      |       |                                    |                                                                                |
| 8 oktober Vriendschappelijk № 381 «onderlinge duels» 14:30 uur (UTC+1) | Oostenrijk           | 2 – 1 | Hongarije                          | Praterstadion, Wenen Toeschouwers: 86.000 Scheidsrechter: Václav Korelus (TCH) |
| 8 oktober Vriendschappelijk № 381 «onderlinge duels» 14:30 uur (UTC+1) | Erich Hof 13' (pen.) |       | 9' Lajos Tichy 82' Rudolf Oslansky | Praterstadion, Wenen Toeschouwers: 86.000 Scheidsrechter: Václav Korelus (TCH) |

|                                                                            |                                                        |       |                                             |                                                                                |
| 22 oktober WK 1962 kwalificatie № 382 «onderlinge duels» 14:30 uur (UTC+1) | Hongarije                                              | 3 – 3 | Nederland                                   | Népstadion, Boedapest Toeschouwers: 28.000 Scheidsrechter: Hugh Phillips (SCO) |
| 22 oktober WK 1962 kwalificatie № 382 «onderlinge duels» 14:30 uur (UTC+1) | Tivadar Monostori 19' János Göröcs 21' Lajos Tichy 77' |       | 7', 14' Tonny van der Linden 56' Henk Groot | Népstadion, Boedapest Toeschouwers: 28.000 Scheidsrechter: Hugh Phillips (SCO) |

|                                                                         | |       |                        |                                                                                            |
| 9 december Vriendschappelijk № 383 «onderlinge duels» 22:00 uur (UTC−4) | Chili                                                                                                  | 5 – 1 | Hongarije              | Estadio Nacional, Santiago Toeschouwers: 55.000 Scheidsrechter: Juan Carlos Armental (URU) |
| 9 december Vriendschappelijk № 383 «onderlinge duels» 22:00 uur (UTC−4) | Honorino Landa 23' Honorino Landa 34' Alfonso Sepúlveda 69' (pen.) Leonel Sanchez pen.' Leonel Sanchez |       | 85' (pen.) Lajos Tichy | Estadio Nacional, Santiago Toeschouwers: 55.000 Scheidsrechter: Juan Carlos Armental (URU) |

|                                                                          |       |       |           |                                                                                      |
| 13 december Vriendschappelijk № 384 «onderlinge duels» 22:00 uur (UTC−4) | Chili | 0 – 0 | Hongarije | Estadio Nacional, Santiago Toeschouwers: 42.000 Scheidsrechter: Esteban Marino (URU) |
| 13 december Vriendschappelijk № 384 «onderlinge duels» 22:00 uur (UTC−4) |       |       |           | Estadio Nacional, Santiago Toeschouwers: 42.000 Scheidsrechter: Esteban Marino (URU) |

|                                                                          |            |       |                   |                                                                                         |
| 23 december Vriendschappelijk № 385 «onderlinge duels» 21:30 uur (UTC−3) | Uruguay    | 1 – 1 | Hongarije         | Estadio Monumental, Buenos Aires Toeschouwers: 13.607 Scheidsrechter: Luis Ventre (ARG) |
| 23 december Vriendschappelijk № 385 «onderlinge duels» 21:30 uur (UTC−3) | José Sasía |       | 56' Ernő Solymosi | Estadio Monumental, Buenos Aires Toeschouwers: 13.607 Scheidsrechter: Luis Ventre (ARG) |

### 1962
|                                                                       |                   |       |              |                                                                                 |
| 18 april Vriendschappelijk № 386 «onderlinge duels» 19:00 uur (UTC+1) | Hongarije         | 1 – 1 | Uruguay      | Népstadion, Boedapest Toeschouwers: 80.000 Scheidsrechter: Branko Tešanić (YUG) |
| 18 april Vriendschappelijk № 386 «onderlinge duels» 19:00 uur (UTC+1) | József Bozsik 65' |       | Hector Silva | Népstadion, Boedapest Toeschouwers: 80.000 Scheidsrechter: Branko Tešanić (YUG) |

|                                                                       |                                    |       |                    |                                                                              |
| 29 april Vriendschappelijk № 387 «onderlinge duels» 16:30 uur (UTC+1) | Hongarije                          | 2 – 1 | Turkije            | Népstadion, Boedapest Toeschouwers: 40.000 Scheidsrechter: Živko Bajić (YUG) |
| 29 april Vriendschappelijk № 387 «onderlinge duels» 16:30 uur (UTC+1) | Ernő Solymosi 31' János Göröcs 66' |       | 27' Talat Özkarslı | Népstadion, Boedapest Toeschouwers: 40.000 Scheidsrechter: Živko Bajić (YUG) |

| Wereldkampioenschap voetbal 1962 |
| -------------------------------- |

|                                                                   |                        |       |                                    |                                                                                        |
| 31 mei WK 1962 Groep D № 388 «onderlinge duels» 15:00 uur (UTC−4) | Engeland               | 1 – 2 | Hongarije                          | Estadio Braden Copper Co., Rancagua Toeschouwers: 7.938 Scheidsrechter: Leo Horn (NED) |
| 31 mei WK 1962 Groep D № 388 «onderlinge duels» 15:00 uur (UTC−4) | Ron Flowers 60' (pen.) |       | 17' Lajos Tichy 71' Flórián Albert | Estadio Braden Copper Co., Rancagua Toeschouwers: 7.938 Scheidsrechter: Leo Horn (NED) |

|                                                                   |                    |       |                                                                  |                                                                                                |
| 3 juni WK 1962 Groep D № 389 «onderlinge duels» 15:00 uur (UTC−4) | Bulgarije          | 1 – 6 | Hongarije                                                        | Estadio Braden Copper Co., Rancagua Toeschouwers: 7.442 Scheidsrechter: Juan Gardeazábal (ESP) |
| 3 juni WK 1962 Groep D № 389 «onderlinge duels» 15:00 uur (UTC−4) | Georgi Sokolov 64' |       | 1', 6', 53' Flórián Albert 8', 70' Lajos Tichy 12' Ernő Solymosi | Estadio Braden Copper Co., Rancagua Toeschouwers: 7.442 Scheidsrechter: Juan Gardeazábal (ESP) |

|                                                                   |            |       |           |                                                                                               |
| 6 juni WK 1962 Groep D № 390 «onderlinge duels» 15:00 uur (UTC−4) | Argentinië | 0 – 0 | Hongarije | Estadio Braden Copper Co., Rancagua Toeschouwers: 7.945 Scheidsrechter: Arturo Yamasaki (PER) |
| 6 juni WK 1962 Groep D № 390 «onderlinge duels» 15:00 uur (UTC−4) |            |       |           | Estadio Braden Copper Co., Rancagua Toeschouwers: 7.945 Scheidsrechter: Arturo Yamasaki (PER) |

|                                                                        |                   |       |           |                                                                                           |
| 10 juni WK 1962 Kwartfinale № 391 «onderlinge duels» 14:30 uur (UTC−4) | Tsjecho-Slowakije | 1 – 0 | Hongarije | Estadio El Teniente, Rancagua Toeschouwers: 11.690 Scheidsrechter: Nikolay Latyshev (URS) |
| 10 juni WK 1962 Kwartfinale № 391 «onderlinge duels» 14:30 uur (UTC−4) | Adolf Scherer 13' |       |           | Estadio El Teniente, Rancagua Toeschouwers: 11.690 Scheidsrechter: Nikolay Latyshev (URS) |

|  |  |  |  |  |  |  |  |  |

|                                                                      |                 |       |                      |                                                                              |
| 24 juni Vriendschappelijk № 392 «onderlinge duels» 17:00 uur (UTC+1) | Oostenrijk      | 1 – 2 | Hongarije            | Praterstadion, Wenen Toeschouwers: 70.000 Scheidsrechter: Albert Dusch (GER) |
| 24 juni Vriendschappelijk № 392 «onderlinge duels» 17:00 uur (UTC+1) | Horst Nemec 61' |       | 42', 63' Lajos Tichy | Praterstadion, Wenen Toeschouwers: 70.000 Scheidsrechter: Albert Dusch (GER) |

|                                                                          |       |                                         |           |                                                                                       |
| 2 september Vriendschappelijk № 393 «onderlinge duels» 17:00 uur (UTC+2) | Polen | 0 – 2                                   | Hongarije | Stadion im. 22 lipca, Poznań Toeschouwers: 40.000 Scheidsrechter: Ivan Lukyanov (URS) |
| 2 september Vriendschappelijk № 393 «onderlinge duels» 17:00 uur (UTC+2) |       | 11' (pen.) Lajos Tichy 39' János Göröcs |           | Stadion im. 22 lipca, Poznań Toeschouwers: 40.000 Scheidsrechter: Ivan Lukyanov (URS) |

|                                                                         |           |                 |             |                                                                                    |
| 14 oktober Vriendschappelijk № 394 «onderlinge duels» 14:30 uur (UTC+1) | Hongarije | 0 – 1           | Joegoslavië | Népstadion, Boedapest Toeschouwers: 35.000 Scheidsrechter: Friedrich Seipelt (AUT) |
| 14 oktober Vriendschappelijk № 394 «onderlinge duels» 14:30 uur (UTC+1) |           | 70' Milan Galić |             | Népstadion, Boedapest Toeschouwers: 35.000 Scheidsrechter: Friedrich Seipelt (AUT) |

|                                                                         |                                    |       |            |                                                                                    |
| 28 oktober Vriendschappelijk № 395 «onderlinge duels» 14:00 uur (UTC+1) | Hongarije                          | 2 – 0 | Oostenrijk | Népstadion, Boedapest Toeschouwers: 50.000 Scheidsrechter: Jozef Kandlbinder (GER) |
| 28 oktober Vriendschappelijk № 395 «onderlinge duels» 14:00 uur (UTC+1) | János Göröcs 22' Károly Sándor 90' |       |            | Népstadion, Boedapest Toeschouwers: 50.000 Scheidsrechter: Jozef Kandlbinder (GER) |

|                                                                            |                                                     |       |                  |                                                                              |
| 7 november EK 1964 kwalificatie № 396 «onderlinge duels» 13:30 uur (UTC+1) | Hongarije                                           | 3 – 1 | Wales            | Népstadion, Boedapest Toeschouwers: 30.412 Scheidsrechter: Józef Kowal (POL) |
| 7 november EK 1964 kwalificatie № 396 «onderlinge duels» 13:30 uur (UTC+1) | Flórián Albert 6' Lajos Tichy 35' Károly Sándor 48' |       | 18' Terry Medwin | Népstadion, Boedapest Toeschouwers: 30.412 Scheidsrechter: Józef Kowal (POL) |

|                                                                          |                          |       |                                       | |
| 11 november Vriendschappelijk № 397 «onderlinge duels» 14:30 uur (UTC+1) | Frankrijk                | 2 – 3 | Hongarije                             | Stade olympique Yves-du-Manoir, Colombes Toeschouwers: 35.136 Scheidsrechter: Juan Gardeazábal (ESP) |
| 11 november Vriendschappelijk № 397 «onderlinge duels» 14:30 uur (UTC+1) | Fleury Di Nallo 18', 75' |       | 12', 80' Lajos Tichy 36' Gyula Rákosi | Stade olympique Yves-du-Manoir, Colombes Toeschouwers: 35.136 Scheidsrechter: Juan Gardeazábal (ESP) |

### 1963
|                                                                        |                        |       |                        |                                                                                |
| 20 maart EK 1964 kwalificatie № 398 «onderlinge duels» 19:15 uur (UTC) | Wales                  | 1 – 1 | Hongarije              | Ninian Park, Cardiff Toeschouwers: 30.413 Scheidsrechter: Sammy Spillane (IRL) |
| 20 maart EK 1964 kwalificatie № 398 «onderlinge duels» 19:15 uur (UTC) | Cliff Jones 25' (pen.) |       | 73' (pen.) Lajos Tichy | Ninian Park, Cardiff Toeschouwers: 30.413 Scheidsrechter: Sammy Spillane (IRL) |

|                                                                    |                               |       |                    |                                                                                 |
| 5 mei Vriendschappelijk № 399 «onderlinge duels» 13:30 uur (UTC+1) | Zweden                        | 2 – 1 | Hongarije          | Råsundastadion, Solna Toeschouwers: 19.100 Scheidsrechter: Johannes Malka (FRG) |
| 5 mei Vriendschappelijk № 399 «onderlinge duels» 13:30 uur (UTC+1) | Hans Mild 11' Yngve Brodd 76' |       | 71' Flórián Albert | Råsundastadion, Solna Toeschouwers: 19.100 Scheidsrechter: Johannes Malka (FRG) |

|                                                                     | |       |            |                                                                                  |
| 19 mei Vriendschappelijk № 400 «onderlinge duels» 17:00 uur (UTC+1) | Hongarije | 6 – 0 | Denemarken | Népstadion, Boedapest Toeschouwers: 45.000 Scheidsrechter: Werner Treichel (FRG) |
| 19 mei Vriendschappelijk № 400 «onderlinge duels» 17:00 uur (UTC+1) | János Göröcs 4' Máté Fenyvesi 18' Tivadar Monostori 52' Flórián Albert 75' Gyula Rákosi 80' Ernő Solymosi 86' |       |            | Népstadion, Boedapest Toeschouwers: 45.000 Scheidsrechter: Werner Treichel (FRG) |

|                                                                     |                                      |       |                                   |                                                                                             |
| 2 juni Vriendschappelijk № 401 «onderlinge duels» 17:00 uur (UTC+1) | Tsjecho-Slowakije                    | 2 – 2 | Hongarije                         | Stadion Československé Armády, Praag Toeschouwers: 32.000 Scheidsrechter: Piet Roomer (NED) |
| 2 juni Vriendschappelijk № 401 «onderlinge duels» 17:00 uur (UTC+1) | Adolf Scherer 21' Andrej Kvašňák 80' |       | 68' Lajos Tichy 70' Ferenc Machos | Stadion Československé Armády, Praag Toeschouwers: 32.000 Scheidsrechter: Piet Roomer (NED) |

|                                                                           |                     |       |                   |                                                                                         |
| 22 september Vriendschappelijk № 402 «onderlinge duels» 15:00 uur (UTC+3) | Sovjet-Unie         | 1 – 1 | Hongarije         | Centraal Leninstadion, Moskou Toeschouwers: 63.000 Scheidsrechter: Antero Lartola (FIN) |
| 22 september Vriendschappelijk № 402 «onderlinge duels» 15:00 uur (UTC+3) | Valentin Ivanov 69' |       | 76' Ferenc Machos | Centraal Leninstadion, Moskou Toeschouwers: 63.000 Scheidsrechter: Antero Lartola (FIN) |

|                                                                        |                                         |       |           |                                                                                      |
| 6 oktober Vriendschappelijk № 403 «onderlinge duels» 15:00 uur (UTC+1) | Joegoslavië                             | 2 – 0 | Hongarije | JNA Stadion, Belgrado Toeschouwers: 50.000 Scheidsrechter: Alfred Haberfellner (AUT) |
| 6 oktober Vriendschappelijk № 403 «onderlinge duels» 15:00 uur (UTC+1) | Josip Skoblar 12' Spasoje Samardžić 28' |       |           | JNA Stadion, Belgrado Toeschouwers: 50.000 Scheidsrechter: Alfred Haberfellner (AUT) |

|                                                                            |                    |       |                                  |                                                                                              |
| 19 oktober EK 1964 kwalificatie № 404 «onderlinge duels» 14:30 uur (UTC+1) | DDR                | 1 – 2 | Hongarije                        | Walter-Ulbricht-Stadion, Oost-Berlijn Toeschouwers: 33.383 Scheidsrechter: Pyotr Belov (URS) |
| 19 oktober EK 1964 kwalificatie № 404 «onderlinge duels» 14:30 uur (UTC+1) | Jürgen Nöldner 51' |       | 18' Ferenc Bene 88' Gyula Rákosi | Walter-Ulbricht-Stadion, Oost-Berlijn Toeschouwers: 33.383 Scheidsrechter: Pyotr Belov (URS) |

|                                                                         |                                      |       |                    |                                                                                  |
| 27 oktober Vriendschappelijk № 405 «onderlinge duels» 14:00 uur (UTC+1) | Hongarije                            | 2 – 1 | Oostenrijk         | Népstadion, Boedapest Toeschouwers: 65.000 Scheidsrechter: Pierre Schwinte (FRA) |
| 27 oktober Vriendschappelijk № 405 «onderlinge duels» 14:00 uur (UTC+1) | Flórián Albert 16' Károly Sándor 29' |       | 79' Franz Viehböck | Népstadion, Boedapest Toeschouwers: 65.000 Scheidsrechter: Pierre Schwinte (FRA) |

|                                                                            |                                                           |       |                                                    |                                                                                    |
| 3 november EK 1964 kwalificatie № 406 «onderlinge duels» 14:00 uur (UTC+1) | Hongarije                                                 | 3 – 3 | DDR                                                | Népstadion, Boedapest Toeschouwers: 35.382 Scheidsrechter: Borče Nedelkovski (YUG) |
| 3 november EK 1964 kwalificatie № 406 «onderlinge duels» 14:00 uur (UTC+1) | Ferenc Bene 7' Károly Sándor 17' Ernő Solymosi 51' (pen.) |       | 12' Werner Heine 26' Roland Ducke 81' Dieter Erler | Népstadion, Boedapest Toeschouwers: 35.382 Scheidsrechter: Borče Nedelkovski (YUG) |

### 1964
|                                                                          |                   |       |                                         |                                                                                                  |
| 25 april EK 1964 kwalificatie № 407 «onderlinge duels» 15:00 uur (UTC+1) | Frankrijk         | 1 – 3 | Hongarije                               | Stade olympique Yves-du-Manoir, Colombes Toeschouwers: 35.274 Scheidsrechter: Cesare Jonni (ITA) |
| 25 april EK 1964 kwalificatie № 407 «onderlinge duels» 15:00 uur (UTC+1) | Lucien Cossou 73' |       | 15' Flórián Albert 16', 70' Lajos Tichy | Stade olympique Yves-du-Manoir, Colombes Toeschouwers: 35.274 Scheidsrechter: Cesare Jonni (ITA) |

|                                                                    |                        |       |           |                                                                                 |
| 3 mei Vriendschappelijk № 408 «onderlinge duels» 16:00 uur (UTC+1) | Oostenrijk             | 1 – 0 | Hongarije | Praterstadion, Wenen Toeschouwers: 66.000 Scheidsrechter: Pierre Schwinte (FRA) |
| 3 mei Vriendschappelijk № 408 «onderlinge duels» 16:00 uur (UTC+1) | Horst Nemec 55' (pen.) |       |           | Praterstadion, Wenen Toeschouwers: 66.000 Scheidsrechter: Pierre Schwinte (FRA) |

|                                                                        |                                  |       |                  |                                                                                    |
| 23 mei EK 1964 kwalificatie № 409 «onderlinge duels» 17:30 uur (UTC+1) | Hongarije                        | 2 – 1 | Frankrijk        | Népstadion, Boedapest Toeschouwers: 70.120 Scheidsrechter: Concetto Lo Bello (ITA) |
| 23 mei EK 1964 kwalificatie № 409 «onderlinge duels» 17:30 uur (UTC+1) | Ferenc Sipos 24' Ferenc Bene 55' |       | 2' Nestor Combin | Népstadion, Boedapest Toeschouwers: 70.120 Scheidsrechter: Concetto Lo Bello (ITA) |

| Europees kampioenschap voetbal 1964 |
| ----------------------------------- |

|                                                                         |                                           |              |                 |                                                                                             |
| 17 juni EK 1964 Halve finale № 410 «onderlinge duels» 20:00 uur (UTC+1) | Spanje                                    | 2 – 1 (n.v.) | Hongarije       | Estadio Santiago Bernabéu, Madrid Toeschouwers: 34.713 Scheidsrechter: Arthur Blavier (BEL) |
| 17 juni EK 1964 Halve finale № 410 «onderlinge duels» 20:00 uur (UTC+1) | Jesús María Pereda 35' Amancio Amaro 115' |              | 84' Ferenc Bene | Estadio Santiago Bernabéu, Madrid Toeschouwers: 34.713 Scheidsrechter: Arthur Blavier (BEL) |

|                                                                         |                                              |              |                    |                                                                             |
| 20 juni EK 1964 Troostfinale № 411 «onderlinge duels» 20:30 uur (UTC+1) | Hongarije                                    | 3 – 1 (n.v.) | Denemarken         | Camp Nou, Barcelona Toeschouwers: 3.869 Scheidsrechter: Daniel Mellet (SUI) |
| 20 juni EK 1964 Troostfinale № 411 «onderlinge duels» 20:30 uur (UTC+1) | Ferenc Bene 11' Dezső Novák 107' (pen.) 110' |              | 82' Carl Bertelsen | Camp Nou, Barcelona Toeschouwers: 3.869 Scheidsrechter: Daniel Mellet (SUI) |

|  |  |  |  |  |  |  |  |  |

|                                                                        |             |                         |           |                                                                            |
| 4 oktober Vriendschappelijk № 412 «onderlinge duels» 15:00 uur (UTC+1) | Zwitserland | 0 – 2                   | Hongarije | Wankdorf, Bern Toeschouwers: 31.636 Scheidsrechter: Giulio Campanati (ITA) |
| 4 oktober Vriendschappelijk № 412 «onderlinge duels» 15:00 uur (UTC+1) |             | 39', 84' Flórián Albert |           | Wankdorf, Bern Toeschouwers: 31.636 Scheidsrechter: Giulio Campanati (ITA) |

|                                                                         |                         |       |                          |                                                                                     |
| 11 oktober Vriendschappelijk № 413 «onderlinge duels» 15:00 uur (UTC+1) | Hongarije               | 2 – 2 | Tsjecho-Slowakije        | Népstadion, Boedapest Toeschouwers: 60.000 Scheidsrechter: Konstantin Zečević (YUG) |
| 11 oktober Vriendschappelijk № 413 «onderlinge duels» 15:00 uur (UTC+1) | Flórián Albert 17', 53' |       | 25', 70' Tomáš Pospíchal | Népstadion, Boedapest Toeschouwers: 60.000 Scheidsrechter: Konstantin Zečević (YUG) |

|                                                                         |                        |       |                   |                                                                              |
| 25 oktober Vriendschappelijk № 414 «onderlinge duels» 15:30 uur (UTC+1) | Hongarije              | 2 – 1 | Joegoslavië       | Népstadion, Boedapest Toeschouwers: 30.000 Scheidsrechter: Josef Stoll (AUT) |
| 25 oktober Vriendschappelijk № 414 «onderlinge duels» 15:30 uur (UTC+1) | Flórián Albert 9', 36' |       | 89' Josip Skoblar | Népstadion, Boedapest Toeschouwers: 30.000 Scheidsrechter: Josef Stoll (AUT) |

### 1965
|                                                                    |                   |       |           |                                                                                    |
| 5 mei Vriendschappelijk № 415 «onderlinge duels» 15:00 uur (UTC+1) | Engeland          | 1 – 0 | Hongarije | Wembley Stadium, Londen Toeschouwers: 50.000 Scheidsrechter: Pierre Schwinte (FRA) |
| 5 mei Vriendschappelijk № 415 «onderlinge duels» 15:00 uur (UTC+1) | Jimmy Greaves 16' |       |           | Wembley Stadium, Londen Toeschouwers: 50.000 Scheidsrechter: Pierre Schwinte (FRA) |

|                                                                        |                    |       |                 |                                                                                   |
| 23 mei WK 1966 kwalificatie № 416 «onderlinge duels» 16:00 uur (UTC+1) | DDR                | 1 – 1 | Hongarije       | Zentralstadion, Leipzig Toeschouwers: 98.765 Scheidsrechter: Erik Johansson (SWE) |
| 23 mei WK 1966 kwalificatie № 416 «onderlinge duels» 16:00 uur (UTC+1) | Eberhard Vogel 17' |       | 28' Ferenc Bene | Zentralstadion, Leipzig Toeschouwers: 98.765 Scheidsrechter: Erik Johansson (SWE) |

|                                                                         |            |                   |           |                                                                                 |
| 13 juni WK 1966 kwalificatie № 417 «onderlinge duels» 17:00 uur (UTC+1) | Oostenrijk | 0 – 1             | Hongarije | Praterstadion, Wenen Toeschouwers: 70.067 Scheidsrechter: Pierre Schwinte (FRA) |
| 13 juni WK 1966 kwalificatie № 417 «onderlinge duels» 17:00 uur (UTC+1) |            | 44' Máté Fenyvesi |           | Praterstadion, Wenen Toeschouwers: 70.067 Scheidsrechter: Pierre Schwinte (FRA) |

|                                                                      |                                    |       |                        |                                                                              |
| 27 juni Vriendschappelijk № 418 «onderlinge duels» 18:00 uur (UTC+1) | Hongarije                          | 2 – 1 | Italië                 | Népstadion, Boedapest Toeschouwers: 23.000 Scheidsrechter: Fritz Mayer (AUT) |
| 27 juni Vriendschappelijk № 418 «onderlinge duels» 18:00 uur (UTC+1) | Flórián Albert 37' Ferenc Bene 81' |       | 46' Alessandro Mazzola | Népstadion, Boedapest Toeschouwers: 23.000 Scheidsrechter: Fritz Mayer (AUT) |

|                                                                             |                                                             |       |            |                                                                                    |
| 5 september WK 1966 kwalificatie № 419 «onderlinge duels» 16:00 uur (UTC+1) | Hongarije                                                   | 3 – 0 | Oostenrijk | Népstadion, Boedapest Toeschouwers: 71.950 Scheidsrechter: Antoni Gorączniak (POL) |
| 5 september WK 1966 kwalificatie № 419 «onderlinge duels» 16:00 uur (UTC+1) | János Farkas 4' Máté Fenyvesi 35' Kálmán Mészöly 70' (pen.) |       |            | Népstadion, Boedapest Toeschouwers: 71.950 Scheidsrechter: Antoni Gorączniak (POL) |

|                                                                           |                                                   |       |                      |                                                                                     |
| 9 oktober WK 1966 kwalificatie № 420 «onderlinge duels» 15:00 uur (UTC+1) | Hongarije                                         | 3 – 2 | DDR                  | Népstadion, Boedapest Toeschouwers: 73.153 Scheidsrechter: Kestutis Andziulis (URS) |
| 9 oktober WK 1966 kwalificatie № 420 «onderlinge duels» 15:00 uur (UTC+1) | Gyula Rákosi 41' Dezső Novák 53' János Farkas 80' |       | 31', 71' Peter Ducke | Népstadion, Boedapest Toeschouwers: 73.153 Scheidsrechter: Kestutis Andziulis (URS) |

### 1966
|                                                                    |                          |       |                 |                                                                                 |
| 3 mei Vriendschappelijk № 421 «onderlinge duels» 19:00 uur (UTC+1) | Polen                    | 1 – 1 | Hongarije       | Śląskistadion, Chorzów Toeschouwers: 95.000 Scheidsrechter: Bengt Lundell (SWE) |
| 3 mei Vriendschappelijk № 421 «onderlinge duels» 19:00 uur (UTC+1) | Włodzimierz Lubański 54' |       | 51' Ferenc Bene | Śląskistadion, Chorzów Toeschouwers: 95.000 Scheidsrechter: Bengt Lundell (SWE) |

|                                                                    |                                     |       |           |                                                                                   |
| 8 mei Vriendschappelijk № 422 «onderlinge duels» 16:30 uur (UTC+1) | Joegoslavië                         | 2 – 0 | Hongarije | Maksimirstadion, Zagreb Toeschouwers: 30.000 Scheidsrechter: Atanas Stavrev (BUL) |
| 8 mei Vriendschappelijk № 422 «onderlinge duels» 16:30 uur (UTC+1) | Dragan Gugleta 9' Josip Skoblar 75' |       |           | Maksimirstadion, Zagreb Toeschouwers: 30.000 Scheidsrechter: Atanas Stavrev (BUL) |

|                                                                     |                                       |       |                |                                                                                   |
| 5 juni Vriendschappelijk № 423 «onderlinge duels» 18:00 uur (UTC+1) | Hongarije                             | 3 – 1 | Zwitserland    | Népstadion, Boedapest Toeschouwers: 26.000 Scheidsrechter: Giulio Campanati (ITA) |
| 5 juni Vriendschappelijk № 423 «onderlinge duels» 18:00 uur (UTC+1) | János Farkas 44' Ferenc Bene 45', 65' |       | 69' Jakob Kuhn | Népstadion, Boedapest Toeschouwers: 26.000 Scheidsrechter: Giulio Campanati (ITA) |

| Wereldkampioenschap voetbal 1966 |
| -------------------------------- |

|                                                                    |                 |       |                                                         |                                                                                   |
| 13 juli WK 1966 Groep C № 424 «onderlinge duels» 19:30 uur (UTC+1) | Hongarije       | 1 – 3 | Portugal                                                | Old Trafford, Manchester Toeschouwers: 29.886 Scheidsrechter: Leo Callaghan (WAL) |
| 13 juli WK 1966 Groep C № 424 «onderlinge duels» 19:30 uur (UTC+1) | Ferenc Bene 59' |       | 2', 66' José Augusto de Almeida 90' José Augusto Torres | Old Trafford, Manchester Toeschouwers: 29.886 Scheidsrechter: Leo Callaghan (WAL) |

|                                                                    |            |       |                                                           |                                                                                     |
| 15 juli WK 1966 Groep C № 425 «onderlinge duels» 19:30 uur (UTC+1) | Brazilië   | 1 – 3 | Hongarije                                                 | Goodison Park, Liverpool Toeschouwers: 57.455 Scheidsrechter: Kenneth Dagnall (ENG) |
| 15 juli WK 1966 Groep C № 425 «onderlinge duels» 19:30 uur (UTC+1) | Tostão 14' |       | 2' Ferenc Bene 64' János Farkas 72' (pen.) Kálmán Mészöly | Goodison Park, Liverpool Toeschouwers: 57.455 Scheidsrechter: Kenneth Dagnall (ENG) |

|                                                                    |                       |       |                                                           |                                                                                        |
| 20 juli WK 1966 Groep C № 426 «onderlinge duels» 19:30 uur (UTC+1) | Bulgarije             | 1 – 3 | Hongarije                                                 | Old Trafford, Manchester Toeschouwers: 22.064 Scheidsrechter: Roberto Goicoechea (ARG) |
| 20 juli WK 1966 Groep C № 426 «onderlinge duels» 19:30 uur (UTC+1) | Georgi Asparukhov 14' |       | 43' (e.d.) Ivan Davidov 45' Kálmán Mészöly 54' erenc Bene | Old Trafford, Manchester Toeschouwers: 22.064 Scheidsrechter: Roberto Goicoechea (ARG) |

|                                                                        |                 |       |                                         |                                                                                    |
| 23 juli WK 1966 Kwartfinale № 427 «onderlinge duels» 15:00 uur (UTC+1) | Hongarije       | 1 – 2 | Sovjet-Unie                             | Roker Park, Sunderland Toeschouwers: 26.844 Scheidsrechter: Juan Gardeazábal (ESP) |
| 23 juli WK 1966 Kwartfinale № 427 «onderlinge duels» 15:00 uur (UTC+1) | Ferenc Bene 57' |       | 3' Igor Tsjislenko 47' Valeriy Porkuyan | Roker Park, Sunderland Toeschouwers: 26.844 Scheidsrechter: Juan Gardeazábal (ESP) |

|  |  |  |  |  |  |  |  |  |

|                                                                             |                                 |       |                                     |                                                                             |
| 7 september EK 1968 kwalificatie № 428 «onderlinge duels» 20:30 uur (UTC+1) | Nederland                       | 2 – 2 | Hongarije                           | De Kuip, Rotterdam Toeschouwers: 62.100 Scheidsrechter: Birger Nilsen (NOR) |
| 7 september EK 1968 kwalificatie № 428 «onderlinge duels» 20:30 uur (UTC+1) | Miel Pijs 37' Johan Cruijff 50' |       | 71' Dezső Molnár 88' Kálmán Mészöly | De Kuip, Rotterdam Toeschouwers: 62.100 Scheidsrechter: Birger Nilsen (NOR) |

|                                                                              | |       |            |                                                                                            |
| 21 september EK 1968 kwalificatie № 429 «onderlinge duels» 18:30 uur (UTC+1) | Hongarije                                                                                          | 6 – 0 | Denemarken | Népstadion, Boedapest Toeschouwers: 18.487 Scheidsrechter: Aleksandros Monastiriotis (GRE) |
| 21 september EK 1968 kwalificatie № 429 «onderlinge duels» 18:30 uur (UTC+1) | Flórián Albert 1', 31' Kálmán Mészöly 11' (pen.) Ferenc Bene 16' János Farkas 37' Zoltán Varga 82' |       |            | Népstadion, Boedapest Toeschouwers: 18.487 Scheidsrechter: Aleksandros Monastiriotis (GRE) |

|                                                                           |                                 |       |                                       |                                                                                        |
| 28 september Vriendschappelijk № 430 «onderlinge duels» 18:30 uur (UTC+1) | Hongarije                       | 4 – 2 | Frankrijk                             | Népstadion, Boedapest Toeschouwers: 25.000 Scheidsrechter: Dimitrios Wlachojanis (AUT) |
| 28 september Vriendschappelijk № 430 «onderlinge duels» 18:30 uur (UTC+1) | János Farkas 13', 57', 83', 89' |       | 26' Philippe Gondet 58' Hervé Revelli | Népstadion, Boedapest Toeschouwers: 25.000 Scheidsrechter: Dimitrios Wlachojanis (AUT) |

|                                                                         |                           |       |                 |                                                                               |
| 30 oktober Vriendschappelijk № 431 «onderlinge duels» 14:00 uur (UTC+1) | Hongarije                 | 3 – 1 | Oostenrijk      | Népstadion, Boedapest Toeschouwers: 25.000 Scheidsrechter: Othmar Huber (SUI) |
| 30 oktober Vriendschappelijk № 431 «onderlinge duels» 14:00 uur (UTC+1) | János Farkas 8', 74', 85' |       | 89' Franz Wolny | Népstadion, Boedapest Toeschouwers: 25.000 Scheidsrechter: Othmar Huber (SUI) |

### 1967
|                                                                       |                 |       |             |                                                                                |
| 23 april Vriendschappelijk № 432 «onderlinge duels» 16:30 uur (UTC+1) | Hongarije       | 1 – 0 | Joegoslavië | Népstadion, Boedapest Toeschouwers: 28.000 Scheidsrechter: Robert Héliès (FRA) |
| 23 april Vriendschappelijk № 432 «onderlinge duels» 16:30 uur (UTC+1) | Ferenc Bene 24' |       |             | Népstadion, Boedapest Toeschouwers: 28.000 Scheidsrechter: Robert Héliès (FRA) |

|                                                                        |                                           |       |                  |                                                                              |
| 10 mei EK 1968 kwalificatie № 433 «onderlinge duels» 19:15 uur (UTC+1) | Hongarije                                 | 2 – 1 | Nederland        | Népstadion, Boedapest Toeschouwers: 24.352 Scheidsrechter: Franz Mayer (AUT) |
| 10 mei EK 1968 kwalificatie № 433 «onderlinge duels» 19:15 uur (UTC+1) | Kálmán Mészöly 7' (pen.) János Farkas 38' |       | 59' Wim Suurbier | Népstadion, Boedapest Toeschouwers: 24.352 Scheidsrechter: Franz Mayer (AUT) |

|                                                                        |            |                                    |           |                                                                                       |
| 24 mei EK 1968 kwalificatie № 434 «onderlinge duels» 19:00 uur (UTC+1) | Denemarken | 0 – 2                              | Hongarije | Københavns Idrætspark, Kopenhagen Toeschouwers: 34.284 Scheidsrechter: John Gow (WAL) |
| 24 mei EK 1968 kwalificatie № 434 «onderlinge duels» 19:00 uur (UTC+1) |            | 32' Flórián Albert 71' Ferenc Bene |           | Københavns Idrætspark, Kopenhagen Toeschouwers: 34.284 Scheidsrechter: John Gow (WAL) |

|                                                                          |               |       |                                                   |                                                                              |
| 6 september Vriendschappelijk № 435 «onderlinge duels» 19:30 uur (UTC+1) | Oostenrijk    | 1 – 3 | Hongarije                                         | Praterstadion, Wenen Toeschouwers: 55.519 Scheidsrechter: Othmar Huber (SUI) |
| 6 september Vriendschappelijk № 435 «onderlinge duels» 19:30 uur (UTC+1) | Erich Hof 78' |       | 40' Ferenc Bene 48' János Farkas 70' Zoltán Varga | Praterstadion, Wenen Toeschouwers: 55.519 Scheidsrechter: Othmar Huber (SUI) |

|                                                                              |                           |       |                     |                                                                                  |
| 27 september EK 1968 kwalificatie № 436 «onderlinge duels» 18:00 uur (UTC+1) | Hongarije                 | 3 – 1 | DDR                 | Népstadion, Boedapest Toeschouwers: 70.414 Scheidsrechter: Tofik Bakhramov (URS) |
| 27 september EK 1968 kwalificatie № 436 «onderlinge duels» 18:00 uur (UTC+1) | János Farkas 9', 48', 50' |       | 58' Henning Frenzel | Népstadion, Boedapest Toeschouwers: 70.414 Scheidsrechter: Tofik Bakhramov (URS) |

|                                                                            |                     |       |           |                                                                                        |
| 29 oktober EK 1968 kwalificatie № 437 «onderlinge duels» 14:00 uur (UTC+1) | DDR                 | 1 – 0 | Hongarije | Zentralstadion, Leipzig Toeschouwers: 48.872 Scheidsrechter: Robert Héliès (Frankrijk) |
| 29 oktober EK 1968 kwalificatie № 437 «onderlinge duels» 14:00 uur (UTC+1) | Henning Frenzel 51' |       |           | Zentralstadion, Leipzig Toeschouwers: 48.872 Scheidsrechter: Robert Héliès (Frankrijk) |

### 1968
|                                                                       |                                   |       |             |                                                                                 |
| 4 mei EK 1968 kwalificatie № 438 «onderlinge duels» 17:00 uur (UTC+1) | Hongarije                         | 2 – 0 | Sovjet-Unie | Népstadion, Boedapest Toeschouwers: 71.556 Scheidsrechter: Lau van Ravens (NED) |
| 4 mei EK 1968 kwalificatie № 438 «onderlinge duels» 17:00 uur (UTC+1) | János Farkas 23' János Göröcs 84' |       |             | Népstadion, Boedapest Toeschouwers: 71.556 Scheidsrechter: Lau van Ravens (NED) |

|                                                                        |                                                                          |       |           |                                                                                           |
| 11 mei EK 1968 kwalificatie № 439 «onderlinge duels» 19:30 uur (UTC+3) | Sovjet-Unie                                                              | 3 – 0 | Hongarije | Centraal Leninstadion, Moskou Toeschouwers: 91.129 Scheidsrechter: Kurt Tschenscher (GER) |
| 11 mei EK 1968 kwalificatie № 439 «onderlinge duels» 19:30 uur (UTC+3) | Ernő Solymosi 22' (e.d.) Moertaz Choertsilava 59' Anatolij Bysjovets 73' |       |           | Centraal Leninstadion, Moskou Toeschouwers: 91.129 Scheidsrechter: Kurt Tschenscher (GER) |

### 1969
|                                                                        |                                    |       |                   |                                                                              |
| 25 mei WK 1970 kwalificatie № 440 «onderlinge duels» 17:30 uur (UTC+1) | Hongarije                          | 2 – 0 | Tsjecho-Slowakije | Népstadion, Boedapest Toeschouwers: 72.938 Scheidsrechter: Aurel Bentu (ROU) |
| 25 mei WK 1970 kwalificatie № 440 «onderlinge duels» 17:30 uur (UTC+1) | Antal Dunai 12' Flórián Albert 89' |       |                   | Népstadion, Boedapest Toeschouwers: 72.938 Scheidsrechter: Aurel Bentu (ROU) |

|                                                                        |                |       |                                 |                                                                                |
| 8 juni WK 1970 kwalificatie № 441 «onderlinge duels» 15:30 uur (UTC+1) | Ierland        | 1 – 2 | Hongarije                       | Dalymount Park, Dublin Toeschouwers: 17.286 Scheidsrechter: Vital Loraux (BEL) |
| 8 juni WK 1970 kwalificatie № 441 «onderlinge duels» 15:30 uur (UTC+1) | Don Givens 59' |       | 23' Antal Dunai 79' Ferenc Bene | Dalymount Park, Dublin Toeschouwers: 17.286 Scheidsrechter: Vital Loraux (BEL) |

|                                                                         |                                                   |       |                                 |                                                                                           |
| 15 juni WK 1970 kwalificatie № 442 «onderlinge duels» 13:30 uur (UTC+1) | Denemarken                                        | 3 – 2 | Hongarije                       | Københavns Idrætspark, Kopenhagen Toeschouwers: 29.957 Scheidsrechter: Kåre Sirevåg (NOR) |
| 15 juni WK 1970 kwalificatie № 442 «onderlinge duels» 13:30 uur (UTC+1) | Ole Sørensen 2' Ulrik le Fevre 35' Ole Madsen 63' |       | 6' Ferenc Bene 38' János Farkas | Københavns Idrætspark, Kopenhagen Toeschouwers: 29.957 Scheidsrechter: Kåre Sirevåg (NOR) |

|                                                                              |                                                          |       |                                                    |                                                                                     |
| 14 september WK 1970 kwalificatie № 443 «onderlinge duels» 16:00 uur (UTC+1) | Tsjecho-Slowakije                                        | 3 – 3 | Hongarije                                          | Letenský Stadion, Praag Toeschouwers: 33.907 Scheidsrechter: Kurt Tschenscher (FRG) |
| 14 september WK 1970 kwalificatie № 443 «onderlinge duels» 16:00 uur (UTC+1) | Vladimír Hagara 26' Andrej Kvašňák 51' Ladislav Kuna 75' |       | 10' Ferenc Bene 37' Antal Dunai 49' László Fazekas | Letenský Stadion, Praag Toeschouwers: 33.907 Scheidsrechter: Kurt Tschenscher (FRG) |

|                                                                           |                                    |       |           |                                                                                |
| 24 september Vriendschappelijk № 444 «onderlinge duels» 19:00 uur (UTC+1) | Zweden                             | 2 – 0 | Hongarije | Råsundastadion, Solna Toeschouwers: 6.357 Scheidsrechter: Ejner Espersen (DEN) |
| 24 september Vriendschappelijk № 444 «onderlinge duels» 19:00 uur (UTC+1) | Göran Nicklasson 46' Ove Grahn 59' |       |           | Råsundastadion, Solna Toeschouwers: 6.357 Scheidsrechter: Ejner Espersen (DEN) |

|                                                                            |                                      |       |            |                                                                             |
| 22 oktober WK 1970 kwalificatie № 445 «onderlinge duels» 18:15 uur (UTC+1) | Hongarije                            | 3 – 0 | Denemarken | Népstadion, Boedapest Toeschouwers: 32.852 Scheidsrechter: Alfred Ott (FRG) |
| 22 oktober WK 1970 kwalificatie № 445 «onderlinge duels» 18:15 uur (UTC+1) | Ferenc Bene 15', 88' Lajos Szűcs 28' |       |            | Népstadion, Boedapest Toeschouwers: 32.852 Scheidsrechter: Alfred Ott (FRG) |

|                                                                            |                                                                      |       |         |                                                                             |
| 5 november WK 1970 kwalificatie № 446 «onderlinge duels» 18:15 uur (UTC+1) | Hongarije                                                            | 4 – 0 | Ierland | Népstadion, Boedapest Toeschouwers: 23.602 Scheidsrechter: Lado Jakše (YUG) |
| 5 november WK 1970 kwalificatie № 446 «onderlinge duels» 18:15 uur (UTC+1) | Zoltán Halmosi 30' Ferenc Bene 49' Lajos Puskás 68' Lajos Kocsis 89' |       |         | Népstadion, Boedapest Toeschouwers: 23.602 Scheidsrechter: Lado Jakše (YUG) |

|                                                                            |                                                                                |       |                         |                                                                             |
| 3 december WK 1970 kwalificatie № 447 «onderlinge duels» 20:00 uur (UTC+1) | Tsjecho-Slowakije                                                              | 4 – 1 | Hongarije               | Vélodrome, Marseille Toeschouwers: 7.857 Scheidsrechter: Roger Machin (FRA) |
| 3 december WK 1970 kwalificatie № 447 «onderlinge duels» 20:00 uur (UTC+1) | Andrej Kvašňák 43' (pen.) František Veselý 60' Jozef Adamec 65' Karol Jokl 80' |       | 90' (pen.) Lajos Kocsis | Vélodrome, Marseille Toeschouwers: 7.857 Scheidsrechter: Roger Machin (FRA) |

UEFA: Albanië · België · Bulgarije · Cyprus · Denemarken · West-Duitsland · Duitse Democratische Republiek · Engeland · Finland · Frankrijk · Griekenland · Hongarije · Ierland · IJsland · Italië · Joegoslavië · Luxemburg · Malta · Nederland · Noord-Ierland · Noorwegen · Oostenrijk · Polen · Portugal · Roemenië · Schotland · Sovjet-Unie · Spanje · Tsjecho-Slowakije · Turkije · Wales · Zweden · Zwitserland

CAF: Madagaskar AFC: Israël

MLSZ · A-internationals · Selecties · Bondscoaches · Hongaars vrouwenelftal · Olympisch elftal · Hongarije U21 · Hongarije U20 · Hongarije U19 · Hongarije U18 · Hongarije U17 · Hongarije U16
1902 – 1919 · 
1920 – 1929 · 
1930 – 1939 · 
1940 – 1949 · 
1950 – 1959 · 
1960 – 1969 · 
1970 – 1979 · 
1980 – 1989 · 
1990 – 1999 · 
2000 – 2009 · 
2010 – 2019 ·
2020 − 2029
EK's:
1964 · 
1972 · 
2016 ·
2020 ·
2024
WK's:
1934 · 
1938 · 
1954 · 
1958 · 
1962 · 
1966 · 
1978 · 
1982 · 
1986
OS:
1912 · 
1924 · 
1936 · 
1952 · 
1960 · 
1964 · 
1968 · 
1972 · 
1996
1902 · 
1903 · 
1904 · 
1905 · 
1906 · 
1907 · 
1908 · 
1909 · 
1910 · 
1911 · 
1912 · 
1913 · 
1914 · 
1915 · 
1916 · 
1917 · 
1918 · 
1919 · 
1920 · 
1921 · 
1922 · 
1923 · 
1924 · 
1925 · 
1926 · 
1927 · 
1928 · 
1929 · 
1930 · 
1931 · 
1932 · 
1933 · 
1934 · 
1935 · 
1936 · 
1937 · 
1938 · 
1939 · 
1940 · 
1941 · 
1942 · 
1943 · 
1944 · 
1945 · 
1946 · 
1947 · 
1948 · 
1949 · 
1950 · 
1952 · 
1952 · 
1953 · 
1954 · 
1955 · 
1956 · 
1957 · 
1958 · 
1959 · 
1960 · 
1961 · 
1962 · 
1963 · 
1964 · 
1965 · 
1966 · 
1967 · 
1968 · 
1969 · 
1970 · 
1971 · 
1972 · 
1973 · 
1974 · 
1975 · 
1976 · 
1977 · 
1978 · 
1979 · 
1980 · 
1981 · 
1982 · 
1983 · 
1984 · 
1985 · 
1986 · 
1987 · 
1988 · 
1989 · 
1990 · 
1991 · 
1992 · 
1993 · 
1994 · 
1995 · 
1996 · 
1997 · 
1998 · 
1999 · 
2000 · 
2001 · 
2002 · 
2003 · 
2004 · 
2005 · 
2006 · 
2007 · 
2008 · 
2009 · 
2010 · 
2011 · 
2012 · 
2013 · 
2014 · 
2015 ·
2016 ·
2017 ·
2018 ·
2019 ·
2020 ·
2021 ·
2022 ·
2023 ·
2024
Albanië ·
Algerije ·
Andorra · 
Antigua en Barbuda ·
Argentinië ·
Armenië ·
Australië ·
Azerbeidzjan ·
België ·
Bohemen ·
Bolivia ·
Bosnië en Herzegovina ·
Brazilië ·
Bulgarije ·
Canada ·
Chili ·
China ·
Colombia ·
Costa Rica ·
Cyprus ·
Denemarken ·
DDR ·
Duitsland ·
Egypte ·
El Salvador ·
Engeland ·
Estland ·
Faeröer ·
Finland ·
Frankrijk ·
Georgië ·
Griekenland ·
Ierland ·
IJsland ·
India ·
Iran ·
Israël ·
Italië ·
Ivoorkust ·
Japan ·
Joegoslavië ·
Jordanië ·
Kazachstan · 
Koeweit ·
Kosovo · 
Kroatië ·
Letland ·
Libanon ·
Liechtenstein ·
Litouwen ·
Luxemburg ·
Malta ·
Mexico ·
Moldavië ·
Montenegro ·
Nederland ·
Nederlands-Indië ·
Nieuw-Zeeland ·
Noord-Ierland ·
Noord-Macedonië ·
Noorwegen ·
Oekraïne ·
Oostenrijk ·
Paraguay ·
Peru ·
Polen ·
Portugal ·
Qatar ·
Roemenië ·
Rusland ·
San Marino ·
Saoedi-Arabië ·
Schotland ·
Servië ·
Slovenië ·
Slowakije ·
Sovjet-Unie ·
Spanje ·
Tsjechië ·
Tsjecho-Slowakije ·
Turkije ·
Uruguay ·
Verenigde Arabische Emiraten ·
Verenigde Staten ·
Verenigd Koninkrijk ·
Wales ·
Wit-Rusland ·
Zuid-Korea ·
Zweden ·
Zwitserland
Brazilië (1954) · 
Duitsland (2021) ·
Frankrijk (2021) · 
IJsland (2016) · 
Italië (1938) · 
Oostenrijk (2016) · 
Portugal (2021) · 
West-Duitsland (1954, 2)